# IC 427
IC 427 ist ein Emissions- und Reflexionsnebel im Sternbild Orion am Himmelsäquator, welches sich nordöstlich von NGC 1999 befindet. Das Objekt wurde am 27. Juni 1888 von der US-amerikanischen Astronomin Williamina Fleming entdeckt.